# Selección de fútbol de las Islas Caimán
La selección de fútbol de las Islas Caimán es el representativo nacional de este país. Es controlada por la Asociación de Fútbol de las Islas Caimán, afiliada a la FIFA desde 1992 y perteneciente a la Concacaf y a la CFU. Nunca ha clasificado a una Copa Mundial de Fútbol ni a la Copa de Oro de la Concacaf y es considerada como una de las selecciones más débiles tanto como en CONCACAF y del mundo.

## Historia

### Primer partido
La selección caimanesa de fútbol disputó su primer encuentro international el 3 de marzo de 1985, ante Dominica, en Roseau, en el marco del Campeonato de la CFU de 1985. Perdió dicho encuentro por 2:1. Lee Ramoon - quien se convertiría en el mayor goleador de la selección - abrió el marcador al min. 11.

### De 1990 a 2000
Se clasificó a su primera fase final de Copa del Caribe en 1991 cayendo en primera ronda. Regresó al torneo regional en 1994, corriendo la misma suerte que en 1991. Sin embargo, al año siguiente, Islas Caimán organizó conjuntamente con Jamaica la VII edición de la Copa del Caribe, certamen donde se distinguió al alcanzar las semifinales. Cayó ante Trinidad y Tobago por un escandaloso 2:9, el 28 de julio de 1995, convirtiéndose en la peor derrota de su historia. En el partido de definición por el 3.º lugar fue derrotada por Cuba que se impuso por 0:3. Volvería a clasificarse nuevamente en 1998 aunque no pudo superar la fase de grupos. No ha vuelto a disputar una fase final de Copa del Caribe desde esa fecha.
Islas Caimán participó a su primera eliminatoria mundialista con motivo de las clasificatorias a Francia 1998 donde sucumbió en la primera ronda a manos de Cuba, que la eliminó con un resultado global de 6:0, tras imponerse dos veces en George Town (0:1 y 0:5).

### De 2000 a 2010
En la primera ronda de las eliminatorias a Corea-Japón 2002, Cuba volvió a ser el verdugo de los caimaneses, imponiéndose por 4:0 en La Habana y firmando tablas 0:0 en George Town. La historia volvió a repetirse, cuatro años después, en el torneo preliminar rumbo a Alemania 2006 puesto que los cubanos eliminaron por tercera vez consecutiva a la selección caimanesa del Mundial (1:2 en George Town y 4:0 en La Habana).
Las cosas no variaron significativamente para las clasificatorias a Sudáfrica 2010, solo que esta vez fue Bermudas que se encargó de eliminar a Islas Caimán en la primera fase, con un resultado global de 4:2. A pesar de todo, esta eliminatoria vio a los caimaneses ganar sus primeros puntos fuera de casa, al obtener un empate 1:1 en Hamilton, el 3 de febrero de 2008, con gol de Allean Grant al min. 87.

### A partir de 2010
Clasificada directamente a la segunda ronda del torneo de clasificación rumbo a Brasil 2014, Islas Caimán estuvo encuadrada en el grupo A junto a sus pares de El Salvador, República Dominicana y Surinam. No tuvo una buena presentación al perder 5 encuentros de 6, rescatando un empate 1-1 en la última jornada, el 14 de noviembre de 2011, ante los dominicanos. La selección caimanesa no volvió a disputar ningún encuentro en los próximos años, desde declinando su participación en las Copas del Caribe de 2012 y 2014. Pero volvieron a la actividad en la eliminatoria rumbo a Rusia 2018, enfrentándose en la primera ronda a su similar de Belice. El partido de ida en Belmopán terminó 0-0 y el partido de vuelta en George Town terminó 1-1, terminando con empate 1-1 en el marcador global, pero siendo eliminado por la regla del gol de visitante. Con esta eliminación sin derrotas, Islas Caimán puede decir que es una de las pocas selecciones del mundo que no clasificaron a una Copa Mundial de Fútbol a pesar de no perder un solo partido.

## Últimos partidos y próximos encuentros
Actualizado al último partido jugado el 7 de junio de 2025
| Fecha      | Ciudad           | Local                 | Resultado | Visitante             | Competición                  |
| ---------- | ---------------- | --------------------- | --------- | --------------------- | ---------------------------- |
| 20-11-2023 | Oranjestad       | Aruba                 | 5:1       | Islas Caimán          | Liga Naciones Concacaf 23/24 |
| 26-03-2024 | Antalya          | Moldavia              | 4:0       | Islas Caimán          | Partido amistoso             |
| 08-06-2024 | George Town      | Islas Caimán          | 1:0       | Antigua y Barbuda     | Eliminatorias Mundial 2026   |
| Cancelado  | Santiago de Cuba | Cuba                  | 3:0       | Islas Caimán          | Eliminatorias Mundial 2026   |
| 04-09-2024 | George Town      | Islas Caimán          | 1:0       | I. Virg. Británicas   | Liga Naciones Concacaf 24/25 |
| 07-09-2024 | George Town      | Islas Caimán          | 1:4       | S. Cristóbal y Nieves | Liga Naciones Concacaf 24/25 |
| 12-10-2024 | Basseterre       | I. Virg. Británicas   | 0:1       | Islas Caimán          | Liga Naciones Concacaf 24/25 |
| 15-10-2024 | Basseterre       | S. Cristóbal y Nieves | 1:1       | Islas Caimán          | Liga Naciones Concacaf 24/25 |
| 15-11-2024 | George Town      | Islas Caimán          | 0:6       | Guadalupe             | Clasificación Copa Oro 2025  |
| 19-11-2024 | Le Gosier        | Guadalupe             | 1:0       | Islas Caimán          | Clasificación Copa Oro 2025  |
| 04-06-2024 | Hamilton         | Bermudas              | 5:0       | Islas Caimán          | Eliminatorias Mundial 2026   |
| 07-06-2025 | George Town      | Islas Caimán          | 0:1       | Honduras              | Eliminatorias Mundial 2026   |

1. ↑  El partido originalmente debía jugarse el 11 de junio de 2024, sin embargo la Asociación de Fútbol de las Islas Caimán informó que no podrían viajar a territorio cubano debido a que se les negaron las visas ESTA para entrar a dicho país. Por consiguiente, el encuentro no se llevó a cabo y a la selección de Cuba se le dio la victoria por 3–0.[11][12]

## Estadísticas

### Copa Mundial FIFA
| Copa Mundial FIFA | Copa Mundial FIFA       | Copa Mundial FIFA       | Copa Mundial FIFA       | Copa Mundial FIFA       | Copa Mundial FIFA       | Copa Mundial FIFA       | Copa Mundial FIFA       |
| Año               | Ronda                   | J                       | G                       | E                       | P                       | GF                      | GC                      |
| ----------------- | ----------------------- | ----------------------- | ----------------------- | ----------------------- | ----------------------- | ----------------------- | ----------------------- |
| 1930 - 1982       | No existía la selección | No existía la selección | No existía la selección | No existía la selección | No existía la selección | No existía la selección | No existía la selección |
| 1986 - 1994       | No participó            | No participó            | No participó            | No participó            | No participó            | No participó            | No participó            |
| 1998              | No clasificó            | No clasificó            | No clasificó            | No clasificó            | No clasificó            | No clasificó            | No clasificó            |
| 2002              | No clasificó            | No clasificó            | No clasificó            | No clasificó            | No clasificó            | No clasificó            | No clasificó            |
| 2006              | No clasificó            | No clasificó            | No clasificó            | No clasificó            | No clasificó            | No clasificó            | No clasificó            |
| 2010              | No clasificó            | No clasificó            | No clasificó            | No clasificó            | No clasificó            | No clasificó            | No clasificó            |
| 2014              | No clasificó            | No clasificó            | No clasificó            | No clasificó            | No clasificó            | No clasificó            | No clasificó            |
| 2018              | No clasificó            | No clasificó            | No clasificó            | No clasificó            | No clasificó            | No clasificó            | No clasificó            |
| 2022              | No clasificó            | No clasificó            | No clasificó            | No clasificó            | No clasificó            | No clasificó            | No clasificó            |
| 2026              | No clasificó            | No clasificó            | No clasificó            | No clasificó            | No clasificó            | No clasificó            | No clasificó            |
| Total             | 0/23                    | -                       | -                       | -                       | -                       | -                       | -                       |

### Copa de Oro de la Concacaf
| Copa de Oro de la Concacaf | Copa de Oro de la Concacaf | Copa de Oro de la Concacaf | Copa de Oro de la Concacaf | Copa de Oro de la Concacaf | Copa de Oro de la Concacaf | Copa de Oro de la Concacaf | Copa de Oro de la Concacaf |
| Año                        | Ronda                      | J                          | G                          | E                          | P                          | GF                         | GC                         |
| -------------------------- | -------------------------- | -------------------------- | -------------------------- | -------------------------- | -------------------------- | -------------------------- | -------------------------- |
| 1963                       | No existía la selección    | No existía la selección    | No existía la selección    | No existía la selección    | No existía la selección    | No existía la selección    | No existía la selección    |
| 1985 - 1989                | No participó               | No participó               | No participó               | No participó               | No participó               | No participó               | No participó               |
| 1991                       | No clasificó               | No clasificó               | No clasificó               | No clasificó               | No clasificó               | No clasificó               | No clasificó               |
| 1993                       | No clasificó               | No clasificó               | No clasificó               | No clasificó               | No clasificó               | No clasificó               | No clasificó               |
| 1996                       | No clasificó               | No clasificó               | No clasificó               | No clasificó               | No clasificó               | No clasificó               | No clasificó               |
| 1998                       | Se retiró                  | Se retiró                  | Se retiró                  | Se retiró                  | Se retiró                  | Se retiró                  | Se retiró                  |
| 2000                       | No clasificó               | No clasificó               | No clasificó               | No clasificó               | No clasificó               | No clasificó               | No clasificó               |
| 2002                       | No clasificó               | No clasificó               | No clasificó               | No clasificó               | No clasificó               | No clasificó               | No clasificó               |
| 2003                       | No clasificó               | No clasificó               | No clasificó               | No clasificó               | No clasificó               | No clasificó               | No clasificó               |
| 2005                       | No clasificó               | No clasificó               | No clasificó               | No clasificó               | No clasificó               | No clasificó               | No clasificó               |
| 2007                       | No clasificó               | No clasificó               | No clasificó               | No clasificó               | No clasificó               | No clasificó               | No clasificó               |
| 2009                       | No clasificó               | No clasificó               | No clasificó               | No clasificó               | No clasificó               | No clasificó               | No clasificó               |
| 2011                       | No clasificó               | No clasificó               | No clasificó               | No clasificó               | No clasificó               | No clasificó               | No clasificó               |
| 2013                       | Se retiró                  | Se retiró                  | Se retiró                  | Se retiró                  | Se retiró                  | Se retiró                  | Se retiró                  |
| 2015                       | Se retiró                  | Se retiró                  | Se retiró                  | Se retiró                  | Se retiró                  | Se retiró                  | Se retiró                  |
| 2017                       | Se retiró                  | Se retiró                  | Se retiró                  | Se retiró                  | Se retiró                  | Se retiró                  | Se retiró                  |
| 2019                       | No clasificó               | No clasificó               | No clasificó               | No clasificó               | No clasificó               | No clasificó               | No clasificó               |
| 2021                       | No clasificó               | No clasificó               | No clasificó               | No clasificó               | No clasificó               | No clasificó               | No clasificó               |
| 2023                       | No clasificó               | No clasificó               | No clasificó               | No clasificó               | No clasificó               | No clasificó               | No clasificó               |
| 2025                       | No clasificó               | No clasificó               | No clasificó               | No clasificó               | No clasificó               | No clasificó               | No clasificó               |
| Total                      | 0/28                       | -                          | -                          | -                          | -                          | -                          | -                          |

### Liga de Naciones de la Concacaf
| Liga de Naciones de la Concacaf | Liga de Naciones de la Concacaf | Liga de Naciones de la Concacaf | Liga de Naciones de la Concacaf | Liga de Naciones de la Concacaf | Liga de Naciones de la Concacaf | Liga de Naciones de la Concacaf | Liga de Naciones de la Concacaf | Liga de Naciones de la Concacaf | Liga de Naciones de la Concacaf |
| Año                             | L                               | G                               | Ronda                           | J                               | G                               | E                               | P                               | GF                              | GC                              |
| ------------------------------- | ------------------------------- | ------------------------------- | ------------------------------- | ------------------------------- | ------------------------------- | ------------------------------- | ------------------------------- | ------------------------------- | ------------------------------- |
| 2019-20                         | C                               | A                               | Segundo lugar                   | 6                               | 4                               | 0                               | 2                               | 7                               | 8                               |
| 2022-23                         | C                               | D                               | Segundo lugar                   | 4                               | 0                               | 2                               | 2                               | 3                               | 10                              |
| 2023-24                         | C                               | B                               | Segundo lugar                   | 4                               | 1                               | 1                               | 3                               | 6                               | 10                              |
| 2024-25                         | C                               | C                               | Segundo lugar                   | 4                               | 2                               | 1                               | 1                               | 4                               | 5                               |
| Total                           | Total                           | Total                           | 4/4                             | 18                              | 7                               | 4                               | 7                               | 20                              | 33                              |

## Torneos regionales de la CFU

### Copa de Naciones de la CFU
| Copa de Naciones de la CFU | Copa de Naciones de la CFU | Copa de Naciones de la CFU | Copa de Naciones de la CFU | Copa de Naciones de la CFU | Copa de Naciones de la CFU | Copa de Naciones de la CFU | Copa de Naciones de la CFU |
| Año                        | Ronda                      | J                          | G                          | E                          | P                          | GF                         | GC                         |
| -------------------------- | -------------------------- | -------------------------- | -------------------------- | -------------------------- | -------------------------- | -------------------------- | -------------------------- |
| 1978 - 1983                | No existía la selección    | No existía la selección    | No existía la selección    | No existía la selección    | No existía la selección    | No existía la selección    | No existía la selección    |
| 1985                       | No clasificó               | No clasificó               | No clasificó               | No clasificó               | No clasificó               | No clasificó               | No clasificó               |
| 1988                       | No participó               | No participó               | No participó               | No participó               | No participó               | No participó               | No participó               |
| Total                      | 0/6                        | -                          | -                          | -                          | -                          | -                          | -                          |

### Copa del Caribe
| Copa del Caribe | Copa del Caribe | Copa del Caribe | Copa del Caribe | Copa del Caribe | Copa del Caribe | Copa del Caribe | Copa del Caribe |
| Año             | Ronda           | J               | G               | E               | P               | GF              | GC              |
| --------------- | --------------- | --------------- | --------------- | --------------- | --------------- | --------------- | --------------- |
| 1989            | No participó    | No participó    | No participó    | No participó    | No participó    | No participó    | No participó    |
| 1990            | No clasificó    | No clasificó    | No clasificó    | No clasificó    | No clasificó    | No clasificó    | No clasificó    |
| 1991            | Fase de grupos  | 2               | 0               | 0               | 2               | 3               | 5               |
| 1992            | No clasificó    | No clasificó    | No clasificó    | No clasificó    | No clasificó    | No clasificó    | No clasificó    |
| 1993            | No clasificó    | No clasificó    | No clasificó    | No clasificó    | No clasificó    | No clasificó    | No clasificó    |
| 1994            | Fase de grupos  | 3               | 0               | 1               | 2               | 3               | 6               |
| 1995            | Cuarto lugar    | 5               | 2               | 1               | 2               | 7               | 14              |
| 1996            | No clasificó    | No clasificó    | No clasificó    | No clasificó    | No clasificó    | No clasificó    | No clasificó    |
| 1997            | Se retiró       | Se retiró       | Se retiró       | Se retiró       | Se retiró       | Se retiró       | Se retiró       |
| 1998            | Fase de grupos  | 3               | 1               | 0               | 2               | 2               | 5               |
| 1999            | No clasificó    | No clasificó    | No clasificó    | No clasificó    | No clasificó    | No clasificó    | No clasificó    |
| 2001            | No clasificó    | No clasificó    | No clasificó    | No clasificó    | No clasificó    | No clasificó    | No clasificó    |
| 2005            | No clasificó    | No clasificó    | No clasificó    | No clasificó    | No clasificó    | No clasificó    | No clasificó    |
| 2007            | No clasificó    | No clasificó    | No clasificó    | No clasificó    | No clasificó    | No clasificó    | No clasificó    |
| 2008            | No clasificó    | No clasificó    | No clasificó    | No clasificó    | No clasificó    | No clasificó    | No clasificó    |
| 2010            | No clasificó    | No clasificó    | No clasificó    | No clasificó    | No clasificó    | No clasificó    | No clasificó    |
| 2012            | No participó    | No participó    | No participó    | No participó    | No participó    | No participó    | No participó    |
| 2014            | No participó    | No participó    | No participó    | No participó    | No participó    | No participó    | No participó    |
| 2016            | No participó    | No participó    | No participó    | No participó    | No participó    | No participó    | No participó    |
| Total           | 4/19            | 13              | 3               | 2               | 8               | 15              | 30              |

## Récord ante otras selecciones
Actualizado al 19 de noviembre de 2024.
| Rival                          | J   | G  | E  | P  | GF  | GC  | GD   |
| ------------------------------ | --- | -- | -- | -- | --- | --- | ---- |
| Anguila                        | 1   | 1  | 0  | 0  | 4   | 1   | +3   |
| Antigua y Barbuda              | 3   | 2  | 1  | 0  | 4   | 1   | +3   |
| Aruba                          | 5   | 1  | 0  | 4  | 6   | 14  | -8   |
| Bahamas                        | 3   | 2  | 0  | 1  | 9   | 4   | +5   |
| Barbados                       | 3   | 0  | 0  | 3  | 4   | 11  | −7   |
| Belice                         | 2   | 0  | 2  | 0  | 1   | 1   | 0    |
| Bermudas                       | 10  | 1  | 4  | 5  | 9   | 16  | −7   |
| Canadá                         | 1   | 0  | 0  | 1  | 0   | 11  | -11  |
| Cuba                           | 16  | 0  | 3  | 13 | 4   | 49  | −45  |
| Curazao                        | 1   | 1  | 0  | 0  | 2   | 0   | +2   |
| Dominica                       | 1   | 0  | 0  | 1  | 1   | 2   | −1   |
| República Dominicana           | 5   | 1  | 1  | 3  | 2   | 14  | −12  |
| El Salvador                    | 2   | 0  | 0  | 2  | 1   | 8   | −7   |
| Estados Unidos                 | 1   | 0  | 0  | 1  | 1   | 8   | −7   |
| Guayana Francesa               | 1   | 1  | 0  | 0  | 1   | 0   | +1   |
| Granada                        | 1   | 0  | 0  | 1  | 2   | 4   | −2   |
| Guadalupe                      | 3   | 0  | 0  | 3  | 1   | 14  | −13  |
| Guyana                         | 2   | 0  | 0  | 2  | 3   | 5   | −2   |
| Haití                          | 2   | 0  | 0  | 2  | 2   | 4   | −2   |
| Islas Vírgenes Británicas      | 11  | 5  | 6  | 0  | 16  | 7   | +9   |
| Islas Vírgenes Estadounidenses | 4   | 3  | 1  | 0  | 7   | 3   | +4   |
| Jamaica                        | 13  | 1  | 1  | 11 | 10  | 40  | −30  |
| Puerto Rico                    | 6   | 0  | 0  | 6  | 2   | 22  | −20  |
| Martinica                      | 5   | 0  | 2  | 3  | 2   | 13  | −11  |
| Moldavia                       | 1   | 0  | 0  | 1  | 0   | 4   | −4   |
| Nicaragua                      | 1   | 0  | 0  | 1  | 0   | 1   | −1   |
| San Cristóbal y Nieves         | 3   | 0  | 2  | 1  | 3   | 6   | −3   |
| Santa Lucía                    | 1   | 0  | 1  | 0  | 0   | 0   | 0    |
| Saint-Martin                   | 6   | 2  | 1  | 3  | 8   | 12  | −4   |
| San Vicente y las Granadinas   | 3   | 0  | 2  | 1  | 3   | 7   | −4   |
| Sint Maarten                   | 3   | 1  | 1  | 1  | 8   | 5   | +3   |
| Surinam                        | 4   | 0  | 0  | 4  | 0   | 7   | −3   |
| Trinidad y Tobago              | 3   | 0  | 0  | 3  | 2   | 19  | −17  |
| Islas Turcas y Caicos          | 2   | 1  | 0  | 1  | 3   | 2   | +1   |
| Total                          | 129 | 23 | 28 | 78 | 121 | 315 | −194 |

## Entrenadores
- Ken Fogarty (1996–1999)
- Márcio Máximo (1999–2002)[14]
- Marcos Tinoco (2002–2005)
- Carl Brown (2007–2011)[15][16]
- David Barham (2011–2015)
- Chandler González (2015–2018)
- Charles McLean (2018)
- Chandler González (2018–2019)
- Benjamin Pugh (2019–2021)[17]
- Cláudio García (2023)[18]
- Joey Jap Tjong (2024–presente)[1]